# Lolit Solis
Lolita "Lolit" A. Solis (Manila, 20 de maio de 1947 – 3 de julho de 2025) foi uma apresentadora de talk show e escritora de notícias de entretenimento filipina.

## Vida pessoal
Solis nasceu em 20 de maio de 1947 em Manila, Filipinas.
Ela cresceu na área de posseiros em Lardizabal, Sampaloc, perto da National University, e em um seminário de jornalismo em que participou.
Solís morreu no dia 3 de julho de 2025, aos 78 anos.

## Filmografia

### Filme
| Ano  | Título                                    |
| ---- | ----------------------------------------- |
| 2015 | The Last Pinoy Action King (Documentário) |
| 1992 | Kailangan Kita                            |
| 1988 | Moises Platon                             |
| 1985 | I Can't Stop Loving You                   |

### Televisão
| Ano     | Título                    | Papel                          | Rede        |
| ------- | ------------------------- | ------------------------------ | ----------- |
| 2015-16 | Celebri-TV                | Ela mesma / Apresentadora      | GMA Network |
| 2010    | Survivor Philippines      | Ela mesma                      | GMA Network |
| 2009    | Starstruck V              | Ela mesma / Counselho          | GMA Network |
| 2002-03 | Daboy en Da Girl          | Manay Charing                  | GMA Network |
| 1996-97 | Lyra                      | Marcia                         | GMA Network |
| 1991-92 | Sine Silip                | Ela mesma / Apresentadora      | IBC-13      |
| 1986-87 | Scoop                     | Ela mesma / Apresentadora      | IBC-13      |
| 1976-82 | Newsday                   | Ela mesma / Âncora de segmento | IBC-13      |
| 1975-76 | The Star with Lolit Solis | Ela mesma / Apresentadora      | BBC-2       |
| 1974-75 | Katuwaan Sa Siyete        | Ela mesma / Apresentadora      | GMA Network |

### Rádio
- Dobol A sa Dobol B - Ela mesma / Apresentadora Starpok Segment (DZBB-AM)
- Star Patrol- Ela mesma/Apresentadora (DZMM)